# Личная нота
Лична́я но́та — документ дипломатической переписки, имеющий форму персонального служебного письма.

## Назначение
Личная нота это документ дипломатической переписки в форме персонального служебного письма. Она направляется либо по вопросам важного и принципиального характера, либо касается информации о каком-либо крупном событии. К таковым, например, может относиться извещение послом других послов о вручении им верительных грамот или оповещение о прибытии в столицу страны пребывания.

## Структура документа
Личная нота составляется в первом лице от имени подписывающего ноту и начинается с обращения. Распространенной формой является: «Уважаемый господин Министр», «Уважаемый господин Посол». Далее следует вступительный комплимент, в виде слов подобных «Имею честь сообщить Вам, что…». В содержательной части ноты излагается суть затрагиваемого вопроса. Завершается нота формулой вежливости, так называемым, заключительным комплиментом. Его характер должен учитывать принцип взаимности, что особенно важно в случае написания ответа на ранее полученный документ. Распространён вариант подобный «Прошу Вас, … , принять заверения в моём глубоком к Вам уважении».

## Оформление документа
Личная нота печатается на специальном нотном бланке с государственным гербом и текстом под ним «Министерство Иностранных Дел» или «Посольство». В верхнем правом углу личной ноты проставляются место и дата отправки. По содержанию, нота составляется без лишних фраз, кратко и тщательно редактируется. Отправляется только с курьером.
Как правило, текст заключительного комплимента пишется от руки, причём часто перьевой ручкой.